# 中村よ志
中村 よ志（なかむら よし、1909年11月27日 - 2003年8月23日）は、日本の女流洋画家。

## 経歴
1909（明治42年）年11月27日、朝鮮の京城（現在のソウル）に生まれる。旧姓、大塚與志。名前はよ志、または与志とも書いた。京都で、日本画家上村松園のもとに住み込みで5年間日本画を修行した後、洋画に転向した。関西美術院の黒田重太郎に師事した。東京の「二科会」展覧会に京城から出品し、1933（昭和8年）年から連続9回入選した。朝鮮美術展覧会にも1935（昭和10）年からずっと出品して、4回特選を得た。
1942（昭和17年）年、医学者・古地図研究家の中村拓と結婚する。敗戦で、1946（昭和21年）年に夫の郷里である福島県伊達郡梁川町（現在の伊達市）に引き揚げた。1948（昭和23年）年、同町で最初の油絵個展を開催する。1952（昭和27）年には東京に移住、「一水会」展に5～6年間出品した後、数年毎に画廊で個展を行なった。2003（平成15年）年8月23日に老衰で死去、享年93歳。
2006（平成18年）年10月には、梁川美術館で「中村よ志油絵回顧展」が開催され、2018（平成30）年の同館「収蔵作品展」でも紹介された。